# Billel Attafen
 (mai 2019).
Billel Attafen (en arabe : بلال عطفان), est un footballeur algérien né le 3 juillet 1985 à Koléa dans la wilaya Tipaza. Il évolue au poste de milieu offensif.

## Biographie
Billel Attafen évolue en première division algérienne avec les clubs du NA Hussein Dey, du MC Alger et du CR Belouizdad. Il dispute un total de 198 matchs en première division, inscrivant 12 buts. Le 14 février 2008, il se met en évidence en marquant un doublé en championnat avec le HAHD, lors de la réception du club de Chlef, permettant à son équipe de l'emporter 3-1.
Il participe à la Ligue des champions d'Afrique en 2011 avec le MCA. Il joue un total de neuf matchs dans cette compétition.

## Palmarès
- Champion d'Algérie en 2010 avec le MC Alger
- Finaliste de la Coupe d'Algérie en 2013 avec le MC Alger
- Finaliste de la Coupe nord-africaine des clubs champions en 2010 avec le MC Alger